# Kozorožec horský
Kozorožec horský či alpský (Capra ibex) je velký zástupce turovitých savců. Vyskytuje se v jižní Evropě, méně pak v západní a jižní Asii a severní Africe, kde obývá pouze horské svahy na hranici lesa nebo nad ní až do nadmořské výšky 6 700 m. Za poddruhy kozorožce horského byli dříve označováni kozorožec iberský (jako Capra ibex pyrenaica), kozorožec sibiřský (jako Capra ibex sibirica) a kozorožec núbijský (jako Capra ibex nubiana); nyní jsou všichni tři považováni za samostatné druhy.

## Popis
Samci dorůstají výšky v kohoutku kolem jednoho metru, délky těla 1,2–1,7 m a mohou vážit i více než 140 kg. Samice jsou výrazně menší a dorůstají zhruba polovičních rozměrů samců. Kozorožec horský je v létě zbarven šedě, v zimě se jeho srst mění na tmavě hnědou. Samci se od samice liší hlavně tmavými, zahnutými rohy, které jsou u samců významně větší než u samic a které u dospělých samců mohou dosahovat délky i přes 1 m. Dalším pohlavním dimorfismem je prominentní vous pod bradou, který mají jen samci a který je u starších jedinců významně delší než u samců mladších.
Samci své mohutné rohy využívají zvláště jako obranu proti svým predátorům (převážně vlci, medvědi nebo větší lišky). Mláďatům hrozí velké nebezpečí ze strany velkých dravých ptáků, zvláště pak orlů.

## Způsob života
Kozorožci horští jsou výhradně býložraví a živí se převážně trávou, mechem, rostlinami, listy a větvičkami. Podobně jako antilopa žirafí se dokáže i kozorožec horský postavit na zadní končetiny, opřít se předními o větev nebo o kmen, aby tak snáze dosáhl nedostupné potravy, v tomto případě listů. Většinu dne tráví vysoko na prudkých útesech a níže slézají jen za potravou, za kterou se vydávají pozdě odpoledne a večer. Trávení většiny dne vysoko v horách jim napomáhá uchránit se před svými hlavními predátory, kteří na ně útočí zvláště v nižších polohách, tedy většinou při hledání potravy. V zimě se kozorožci stahují do nižších poloh, kde mohou snadněji nalézt potravu. V rámci letního období potřebují kozorožci horští velice často pít, z čehož vyplývá, že se stahují k vodním zdrojům. Pokud spatří predátora, prvním impulsem je útěk na prudké útesy, kam se většina predátorů nedostane. Pokud jsou samci zahnáni do úzkých, často používají jako obrannou zbraň i své rohy.

### Rozmnožování

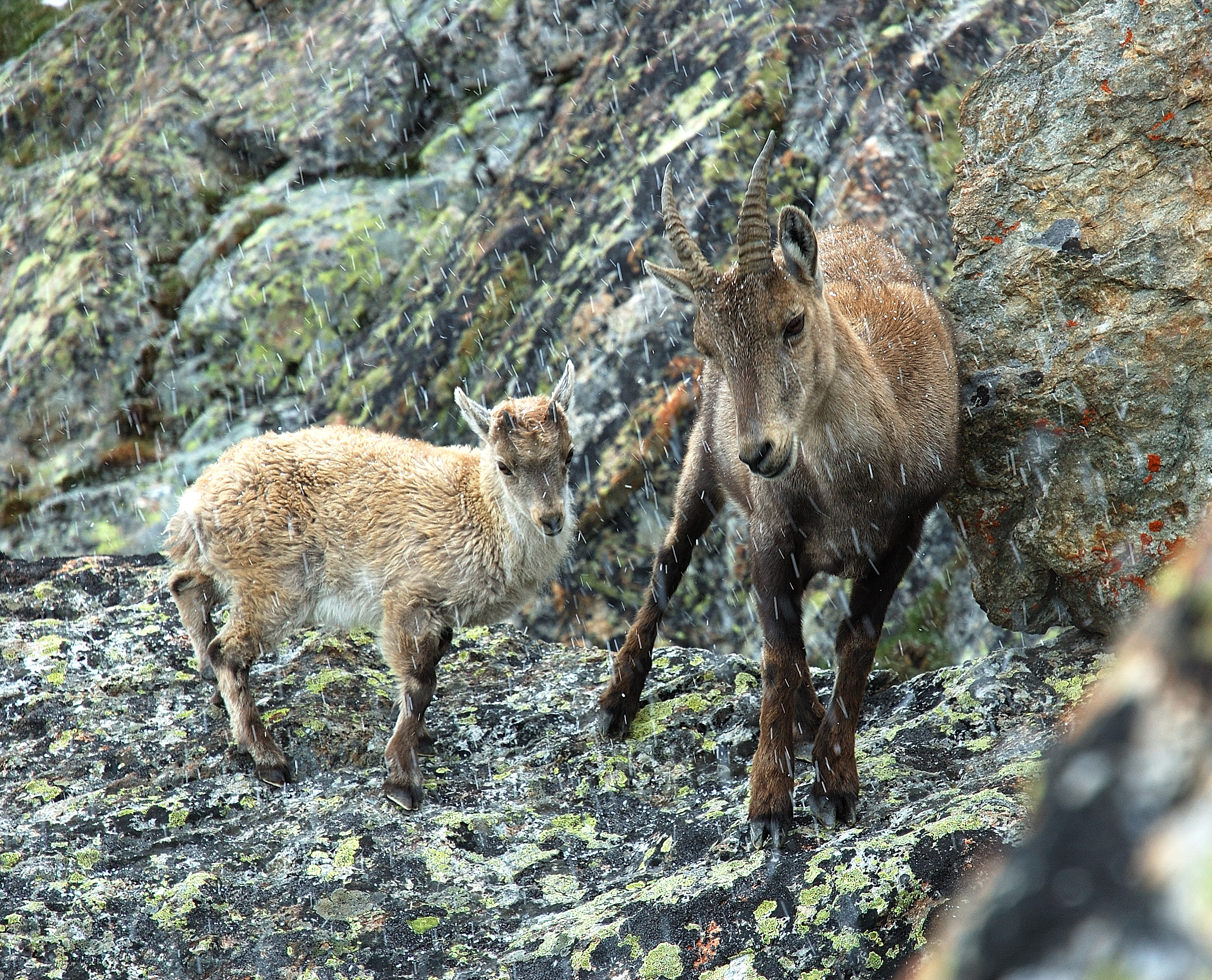
Samice s mládětem

Během léta se často seskupují mladí samci a vytvářejí většinou nevelká mládenecká stáda; spolu s příchodem podzimu se stáda rozpadají a samci si hledají stáda samic, které si snaží přivlastnit. I přesto, že k velmi agresivním bojům o samice používají své mohutné a těžké rohy a ohromnou silou do sebe narážejí hlavami, málokdy dochází ke smrtelným zraněním. Samice je březí zhruba 6 měsíců a během května rodí jediné mládě (velice vzácně dvojčata).

## Početnost a introdukce
Kozorožec horský byl poměrně dlouhou dobu považován za mystické zvíře a téměř všechny části jeho těla, zejména bezoárové koule a rohy, ale např. i výkaly se hojně využívaly jako přísady do léků na nejrůznější nemoci nebo do alchymistických lektvarů. V důsledku rozsáhlého lovu se téměř podařilo na začátku 19. století kozorožce horské zcela vyhubit. To se nestalo díky snaze několika přírodovědců a lesníků, kterým se podařilo populaci kozorožce horského zachránit a posílit. V roce 1854 začal italský král Viktor Emanuel II. s tvrdým potíráním pytláctví a hromadnou reintrodukcí kozorožce horského ve volné přírodě, což posléze přineslo výsledky. Dnes je již populace tohoto savce vyvážena a odhaduje se, že ve volné přírodě žije zhruba 30 000 jedinců.
Po roce 1880 se kníže Christian Kraft Hohenlohe Öhringen pokusil vysadit kozorožce na Slovensku, v Tatrách a ve Velké Fatře, na svém panství Javorina. Jednalo se o zvířata rozmanitého původu. Pro svůj pokus kníže použil kozorožce horské z Alp, kozorožce sibiřské, kavkazské, núbijské, kozy bezoárové i křížence kozorožců s kozami domácími, které mu dodával hamburský obchodník se zvěří Karl Hagenbeck. Chov stál knížete obrovské množství prostředků a byl spojen s řadou obtíží. Kozorožci trpěli chorobami, přes zimu museli být přikrmováni a březí kozy musely být zazimovány ve stájích. V průběhu 2. světové války kozorožci v Tatrách vyhynuli. Další pokusy o reintrodukci v 50. letech 20. století měly jen malý rozsah a rovněž nebyly úspěšné.

## V historii
Kozorožci byli obdivováni člověkem od dávných dob. V období středověku se zrodila pověra, že proti smrtelnému pádu z velké výšky mají jakousi pojistku ve svých rozích – ty údajně dokážou absorbovat energii z pádu a svému majiteli tak zachrání život.